# Wonolopo (Tasikmadu)
Wonolopo is een bestuurslaag in het regentschap Karanganyar van de provincie Midden-Java, Indonesië. Wonolopo telt 4353 inwoners (volkstelling 2010).